# Finland i Eurovision Song Contest 2015
Finland deltog i Eurovision Song Contest 2015 i Wien i Österrike. Deras bidrag valdes via Uuden Musiikin Kilpailu (UMK) 2015, som anordnades av den finska programföretaget Yle.

## Format
Den 26 maj 2014 meddelade UMK 2015:s producent Anssi Autio att format och regler för tävlingen skulle modifieras från tidigare år. Juryn som hade varit ett inslag i tävlingen de senaste tre åren hade gått i pension för UMK 2015. Dessutom skulle alla låtar i tävlingen spelas in live; det skulle inte finnas några förinspelade program.
Arton artister och låtar deltog i UMK 2015, vilket var en utökning från tolv som hade tävlat i tidigare upplagor av tävlingen. Formatet på tävlingen bestod av fyra delar: tre semifinaler och en final. Semifinalerna och finalen ägde rum på Yle Studios i Helsingfors och leddes av Rakel Liekki och Roope Salminen. I var och en av de tre semifinalerna, som hölls den 7, 14 och 21 februari 2015, deltog sex bidrag, varav tre från varje show gick vidare till final. Finalen den 28 februari 2015 bestod av de nio låtar som kvalificerat sig från semifinalerna. Resultaten för semifinalerna avgjordes helt av telefonröstning. I finalen utsågs vinnaren genom en kombination av telefonröstning och röster från flera juryer. Förutom att kunna rösta via telefonsamtal och sms gick det även att rösta via internet. Inkomsterna från telefonröstningarna donerades till Nose Day Foundation (Nenäpäivä-säätiö), som finansierar projekt i utvecklingsländer.

## Semifinal 1
Bidragen med guld-bakgrund tog sig till final.
| Startnummer | Artist                    | Sång                   | Musik & Text (m & t)                                                                            |
| ----------- | ------------------------- | ---------------------- | ----------------------------------------------------------------------------------------------- |
| 1           | Satin Circus              | Crossroads             | J.M.A, Patric Sarin, Olli Halonen, Paul Uotila, Axel Kalland, Kristian Westerling, Julia Fabrin |
| 2           | Hans on the Bass          | Loveshine              | Klaus Suhonen                                                                                   |
| 3           | Vilikasper Kanth          | Äänen kantamattomiin   | Vilikasper Kanth, Vesa Lappalainen, Jari Kanth                                                  |
| 4           | Pihka ja Myrsky           | Sydän ei nuku          | Lasse Turunen, Laura Madekivi                                                                   |
| 5           | Norlan "El Misionario"    | No voy a llorar por ti | Oldrich Gonzaléz, Norlan Leygonier Santana                                                      |
| 6           | Pertti Kurikan Nimipäivät | Aina mun pitää         | Pertti Kurikan Nimipäivät                                                                       |

## Semifinal 2
Bidragen med guld-bakgrund gick till final
| Startnummer | Artist                  | Sång               | Musik & Text (m & t)                       |
| ----------- | ----------------------- | ------------------ | ------------------------------------------ |
| 1           | Siru Airistola          | "Mustelmat"        | Ilkka Wirtanen, Kari Haapala, Siru         |
| 2           | Shava                   | "Ostarilla"        | Kiureli Sammallahti                        |
| 3           | Otto Ivari              | "Truth or Dare"    | Otto Iivari                                |
| 4           | Eeverest                | "Love It All Away" | Marcus Tikkanen, Niko Mansikka-Aho         |
| 5           | Opera Skaala            | "Heart of Light"   | Visa Oscar, Essi Luttinen, Janne Lehmusvuo |
| 6           | Jouni Aslak Raatikainen | "Lions and Lambs"  | Jouni Aslak Raatikainen                    |

## Semifinal 3
Bidragen med guld-bakgrund gick till final
| Startnummer | Artist          | Sång                            | Musik & Text (m & t)                                        |
| ----------- | --------------- | ------------------------------- | ----------------------------------------------------------- |
| 1           | Ida Bois        | "Kumbaya"                       | Ida Bois                                                    |
| 2           | Aikuinen        | "Kyynelten lahti"               | Arde, Aikuinen                                              |
| 3           | Solju           | "Hold Your Colours"             | Ylva Persson, Linda Persson, Ulla Pirttijärvi-Länsman       |
| 4           | Järjestyshäiriö | "Särkyneiden sydänten kulmilla" | Markkanen, Manninen                                         |
| 5           | Angelo de Nile  | "All for Victory"               | Tuomas Heikkinen, Kimmo Blom, Mikko Salovaara, Torsti Spoof |
| 6           | Heidi Pakarinen | "Bon voyage"                    | Simo Koho, Maria Söder                                      |

## Final
| Startnummer | Artist                    | Sång                            | Placering |
| ----------- | ------------------------- | ------------------------------- | --------- |
| 1           | Shava                     | "Ostarilla"                     | 8         |
| 2           | Satin Circus              | "Crossroads"                    | 2         |
| 3           | Solju                     | "Hold Your Colours"             | 4         |
| 4           | Järjestyshäiriö           | "Särkyneiden sydänten kulmilla" | 9         |
| 5           | Norlan "El Misionario"    | "No voy a llorar por ti"        | 7         |
| 6           | Opera Skaala              | "Heart of Light"                | 3         |
| 7           | Jouni Aslak               | "Lions & Lambs"                 | 6         |
| 8           | Pertti Kurikan Nimipäivät | "Aina mun pitää"                | 1         |
| 9           | Angelo De Nile            | "All For Victory"               | 5         |

## Vid Eurovision
Finland deltog i den andra semifinalen den 21 maj. Där hade de startnummer 5. De fick 13 poäng och hamnade på sista plats. De lyckades därför inte ta sig inte till finalen.